# Waldron (Arkansas)
Waldron è una località degli Stati Uniti d'America, capoluogo della contea di Scott, nello Stato dell'Arkansas.